# Kanku Mulekelayi
Kanku Mulekalayi (Lubumbashi, 1º aprile 1980) è un ex calciatore della Repubblica Democratica del Congo, di ruolo centrocampista.

## Caratteristiche tecniche
Trequartista, poteva giocare anche come seconda punta.

## Carriera

### Nazionale
Ha debuttato in Nazionale il 23 aprile 2000, in RD del Congo-Gibuti (9-1), subentrando a Jason Mayélé al minuto 84. Ha messo a segno la sua prima rete con la maglia della Nazionale il 17 giugno 2001, in RD del Congo-Zimbabwe (2-1), siglando la rete del definitivo 2-1 al minuto 56. Ha partecipato, con la Nazionale, alla Coppa d'Africa 2000 e alla Coppa d'Africa 2002. Ha collezionato in totale, con la maglia della Nazionale, 16 presenze e due reti.

## Palmarès

### Club

#### Competizioni nazionali
- Campionato congolese di calcio (Repubblica Democratica del Congo): 4

Saint Éloi: 2002
TP Mazembe: 2006, 2007, 2009